# Djurs kollektiva beteende

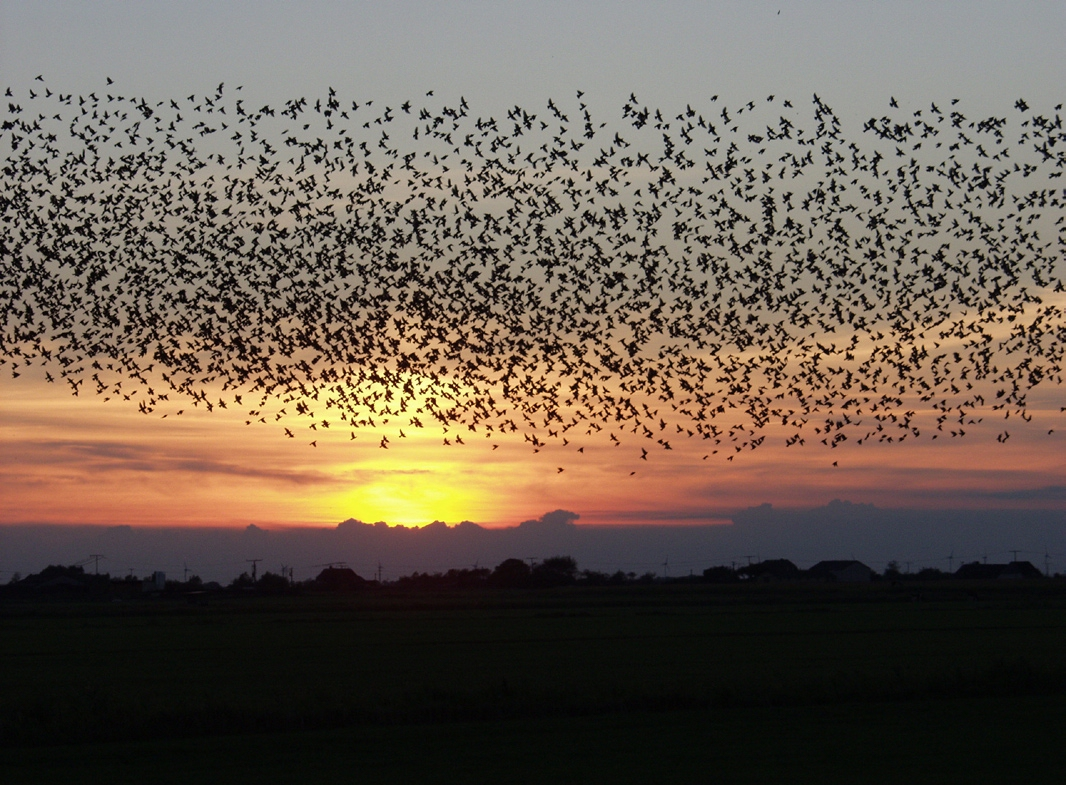
Starflock.

Djurs kollektiva beteende beskriver de koordinerade beteenden som förekommer hos vissa stora grupper med djur och dess emergensa egenskaper. Olika delar av ämnet inkluderar för- och nackdelar med att leva i flock, överföring av information inom gruppen, bestämmelseprocesser i gruppen, och gruppens förflyttning och synkronisering. Att studera principerna för djurs kollektiva beteenden är relevant för ingenjörsmässiga problem för människan, genom biomimetikens filosofi. Exempelvis kan det vara fördelaktigt för utvecklingen och kontrollerandet av grupper av simmande eller flygande mikrorobotar som obemannade luftfarkoster att avslöja hur individuella djur rör sig gentemot sina grannar i en grupp.

## Exempel
Exempel på djurs kollektiva beteende:
- Murmuration
- Fåglar i flock
- Hjordar av hovdjur
- Fiskstim
- Svärmande krill
- Delfiner i flock
- Vandrande vandringsgräshoppor
- Stackbildande myror

## Föreslagna funktioner
Det finns flera olika orsaker till att djur bildar kollektiv. Dessa funktioner kan grupperas in i fyra kategorier: sociala och genetiska, försvar mot rovdjur, förbättrat födosökande och utökad rörelseeffektivitet.

### Socialt samspel
I flera aspekter av djurs beteenden kan man se stöd för sociala och genetiska funktioner, speciellt hos fiskar. Exempelvis har experiment visat att individuella fiskar som förflyttas från ett stim har en högre respiratorisk grad än de som är i stim. Denna effekt har tillskrivits stress, och effekten av att vara med samma art verkar därför vara lugnande och en kraftfull social motivation för att kvarstå i gruppen. Sill, till exempel, blir väldigt nervös om den isoleras från andra av samma art. Fiskstim har även föreslagits tjäna ett reproduktivt syfte då de erbjuder större tillgång av potentiella hanar eller honor.

### Skydd mot rovdjur

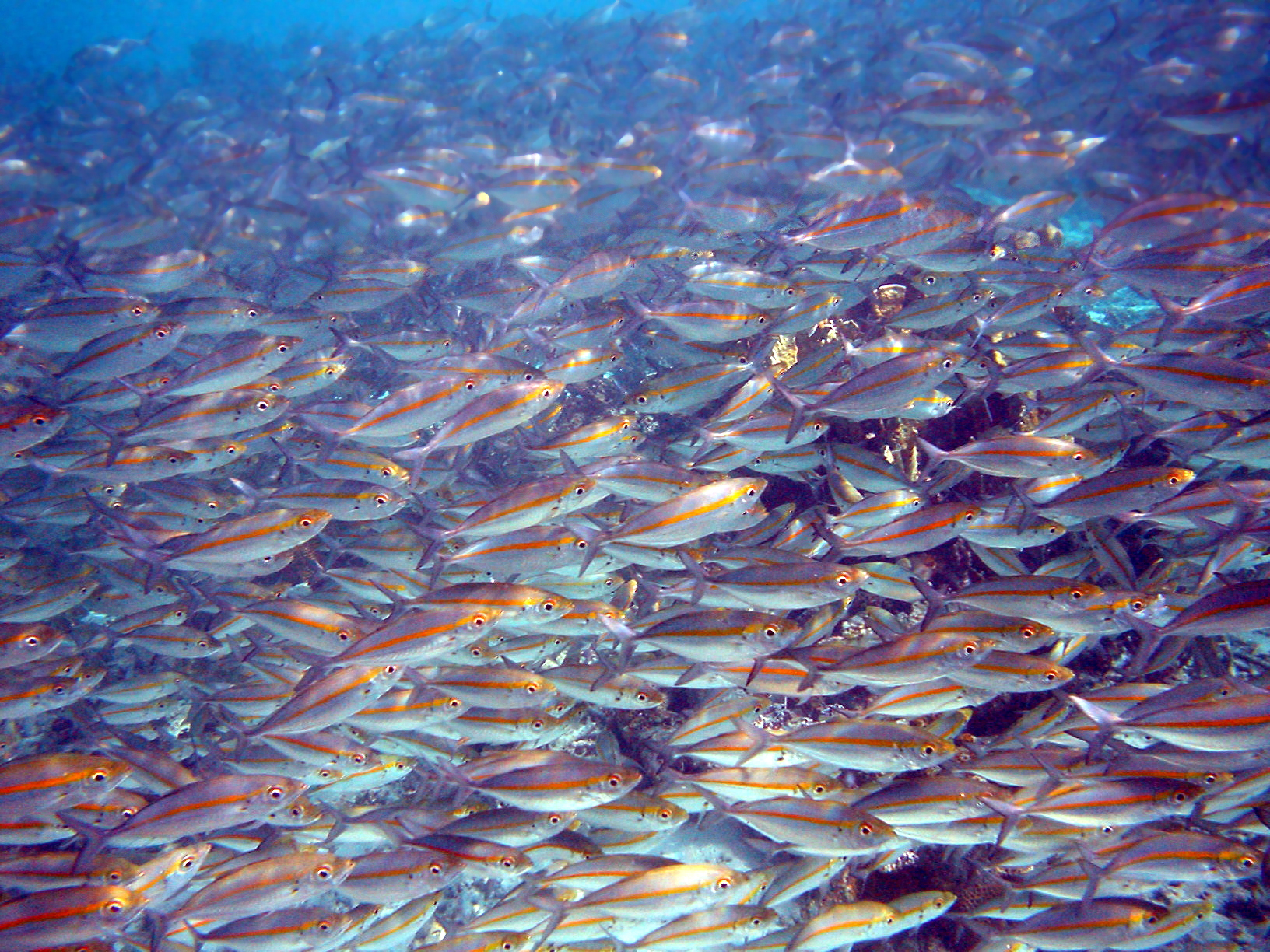
Stim av pterocaesio chrysozona.

Flera förslag har menat att ett skäl till djurs kollektiv är skyddet mot rovdjur. En möjlig metod som flera fiskstim eller fågelflockar kan hindra rovdjur med är ”förvirringseffekten” som föreslogs och demonstrerades av Milinksi och Heller 1978. Teorin baserad på idén att det blir svårt för rovdjur att ta ut individuella byten från grupper då de många rörande bytena skapar en sinnesmässig överladdning i rovdjurets visuella kanaler.
En andra potentiell effekt av att vara i flockar mot rovdjur är hypotesen om ”många ögon”. Teorin menar att när gruppstorleken ökar, sprids uppgiften att avsöka området för rovdjur över många individer. Det gör inte bara att massamarbetet ger en högre uppmärksamhetsgrad, utan det kan även ge mer tid för individuell utfodring.
En tredje hypotes för en effekt mot rovdjur är ”försvagning av mötet”. Exempelvis Hamilton föreslog att djurs ansamling i grupper var på grund av ett ”själviskt” undvikande av ett rovdjur och därigenom ett slags skyddsökande. En annan formulering av teorin gavs av Turner och Pitcher och sågs som en kombination av upptäckande och attackmöjligheter. I den delen av teorin som rörde upptäckten, föreslogs det att det potentiella bytet kan få fördelar av att leva tillsammans då det är mindre troligt att ett rovdjur chansar på en ensam grupp än en skingrad utspridning. I attack-delen, trodde man att det är mindre troligt att ett attackerande rovdjur äter ett särskilt djur när det finns en större mängd individer. Totalt har en individ en fördel om den är i den större av två grupper, om man antar att sannolikheten för upptäckt och attack inte ökar oproportionerligt med gruppens storlek.

### Förbättrat födosökande
En tredje föreslagen fördel med djurgrupper är att födosökandet förbättras. Denna möjlighet demostrerades av Pitcher med flera i deras studie om födosökande beteende hos stimlevande karpfiskar. I studien kvantifierades tiden det tog för grupper av småfiskar och guldfiskar att hitta matområden. Antalet fiskar i grupperna varierade, och en statistiskt signifikant minskning i tiden det tog för större grupper att hitta mat sågs. Vidare stöd för en förökad födosökandekapabilitet hos stim ses i rovfiskars stimstrukturer. Partridge med flera analyserade stimstrukturen hos tonfiskar från luftfotografier och fann att stimmen antog en parabolisk form, ett faktum som talade för samarbetsjakter hos arten.(Partridge et al., 1983).

### Utökad rörelseeffektivitet
Den här teorin menar att grupper av djur som rör sig i en flytande miljö kan spara energi när de simmar eller flyger tillsammans, mycket på det sätt som cyklister ligger på rulle efter varandra i en peloton. Gäss som flyger i v-formation tros även spara energi genom att flyga i uppvindar under vingspetsarna som genereras av de föregående djuren i formationen. Ankungar har även visats spara energi genom att simma i en linje. Utökad effektivitet i att simma i grupper har även föreslagits för fiskstimm och krill.

## Kollektivt beslutsfattande
Djurflockar tvingas fatta beslut tillsammans om de ska klara av att leva med varandra. I ett fiskstim är ett sådant typiskt beslut exempelvis i vilken riktning de skall simma när de konfronteras med ett rovdjur. Sociala insekter, som myror och bin måste kollektivt bestämma var de skall bygga sitt nya bo. En elefanthjord måste bestämma vart och när de skall flytta. Frågor som hur dessa beslut tas och om starkare eller mer erfarna ledare har mer påverkan på gruppen än andra medlemmar, eller om gruppen tar beslut via konsensus, beror förmodligen på vilken art det rör sig om. Medan den ledande matriarkens roll i en elefanthjord är välkänd, har studier visat att vissa djurarter använder konsensusbeslutsfattande i sin kollektiva beslutsprocess.
En undersökning från 2008 visade att en liten grupp av fisk använde konsensus i beslutstagandet när de bestämde vilken fiskmodell man skulle följa. Fiskarna gjorde detta genom en enkel form av kvorumstyre där individer observerade andras beslut innan de fattade sina egna. Den här tekniken resulterade allmänt i det ”korrekta” beslutet men föll då och då som en kaskad in i det ”inkorrekta” beslutet. När grupperna var större fattade fiskarna mer exakta beslut i att följa den mest attraktiva fiskmodellen. Beslutstagande på konsensus, en form av kollektiv intelligens, använder således effektivt information från flera källor för att nå det korrekta beslutet. Några simuleringar av kollektivt beslutstagande använder Condorcets metod för att modellera det sätt som djurgrupper kommer till konsensus på.